# Wittenberská kapitulace

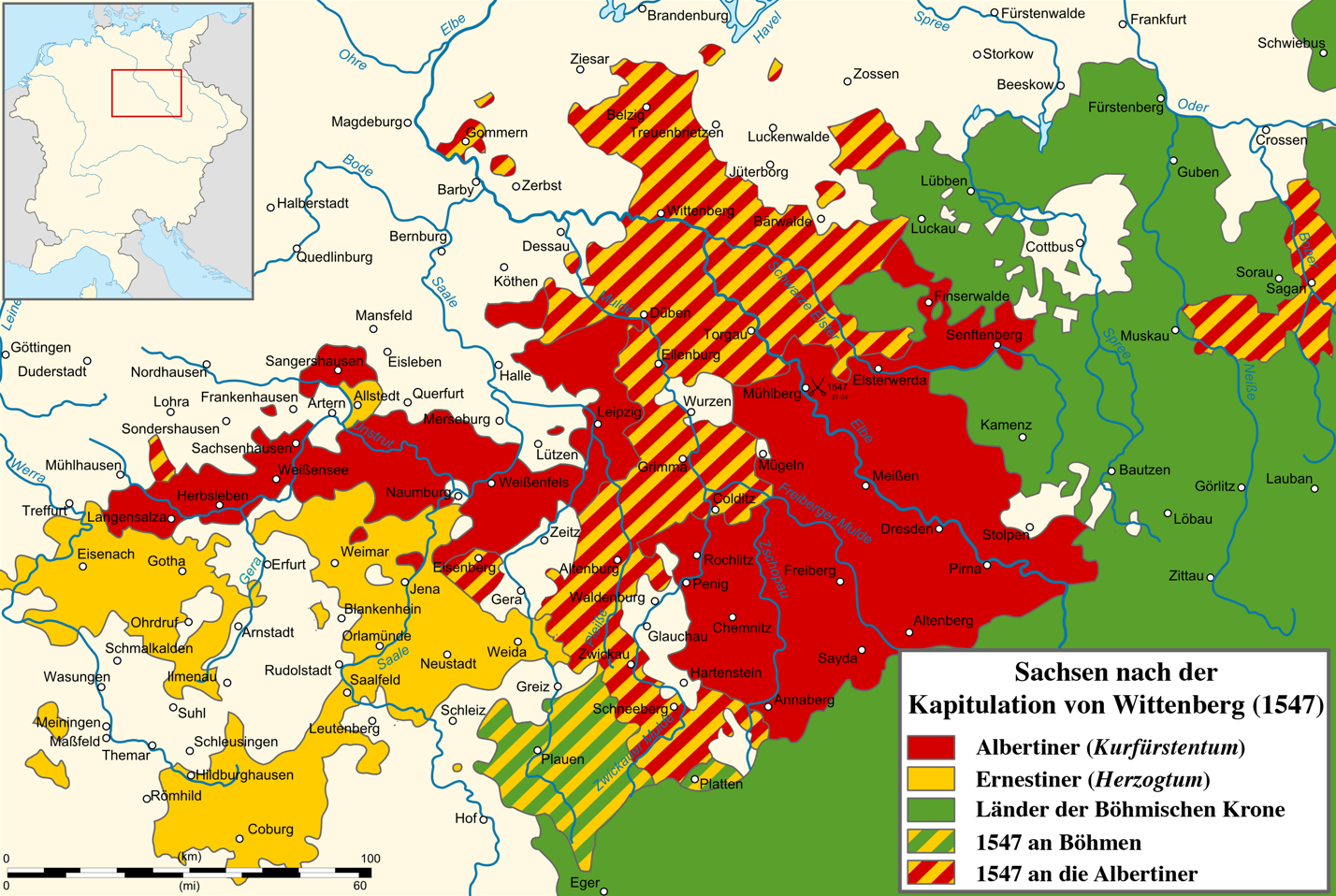
Územní změny v Sasku a Durynsku následkem Wittenberské kapitulace z r. 1547. Červeně albertinské země, žlutě ernestinské země, zeleně země Koruny české, šrafovaně ernestinská území odstoupená Albertinům a Českému království.

Wittenberskou kapitulaci (německy Wittenberger Kapitulation) z 19. května 1547 složil do rukou císaře Karla V. saský kurfiřt z rodu ernestinských Wettinů, Jan Bedřich I. Kapituloval v ležení císařského vojska poblíž svého dvorce Bleesern u Wittenberku. Důvodem ke kapitulaci byla porážka vojska říšských evangelických knížat, kterému kurfiřt velel, ve šmalkaldské válce. Wittenberská kapitulace připravila kurfiřta i jeho potomky o kurfiřtský hlas i řadu území, která připadla císařovým spojencům, saskému vévodovi Mořici a českému králi Ferdinandovi I. Územní a politické uspořádání wettinských zemí nastolené Lipským dělením tak bylo zásadně revidováno.

## Příčiny a obsah kapitulace
Postupné porážky protestantského tábora ve šmalkaldské válce, vedeného kurfiřtem Johannem Fridrichem Saským a hesenským lankrabětem Filipem I. Velkomyslným vyvrcholily konečnou rozhodující bitvou s císařem u Mühlberku, 24. dubna 1547. S císařem se ostatně spojil i kurfiřtův bratranec Mořic z albertinské větve Wettinů, který byl sice luterán, ovšem přidal se na stranu katolicko-habsburské partaje a již na začátku války většinu kurfiřtových zemí okupoval. Císařsko-albertinské vítězství ve velké bitvě u Mühlberku znamenalo vojenské obsazení prakticky všech kurfiřtových zemí a zničení většiny jeho armády. Vzdání se císaři na milost tak bylo jediným řešením, které však kurfiřtovi přineslo mj. pětileté zajetí.
Požadavky na kurfiřta ze strany císaře Karla V. a saského vévody Mořice byly tvrdé. Předně se Johann Fridrich musel vzdát kurfiřtského titulu a s tím spojeného tzv. Kurfiřtského kraje (něm. Kurkreis), dřívějšího Sasko-wittenberského kurfiřtství a vévodství. Kromě toho odstoupil bratranci Mořicovi řadu dalších území. Šlo například o jižní části Plíseňska a tzv. Osterlandu, bývalé panství Schwarzenberg v Podkrušnohoří (nemá nic společného s knížecím rodem Schwarzenbergů) a některá další drobnější území. Kromě toho se zřekl ve prospěch Albertinů společné správy Zaháňského knížectví, fojtské správy nad Míšeňským knížecím biskupstvím a jiných práv. Doly a hutě, které byly dříve ve společném vlastnictví obou wettinských větví, byly nyní rozděleny podle území, na kterých stály, což bylo opět nevýhodné pro Ernestiny, v jejichž zemích bylo nalezišť kovů podstatně méně. Územní ztráty utrpěl bývalý kurfiřt také ve prospěch císařova bratra a českého krále Ferdinanda I. Ferdinand si z titulu českého krále přivlastnil jižní část kurfiřtova panství Schwarzenberg s městečky Boží Dar a Horní Blatná, která jsou od té doby součástí Čech. Rovněž si převzal staré české léno, Fojtsko, které ovšem vzápětí znovu udělil jako české léno Fojtům z Plavna, purkrabím míšeňským. Wittenberská kapitulace omezila územní vliv Johanna Fridricha prakticky pouze na Durynsko a velice oslabila Ernestiny.

## Důsledky
Nejvýznamnějším a trvalým důsledkem bylo přenesení saské kurfiřtské důstojnosti od Ernestinů na Albertiny. Ačkoli územní ztráty Ernestinů byly částečně kompenzovány tzv. Naumburskou dohodou z r. 1554, snahy potomků bývalého kurfiřta o návrat ke starým poměrům a o opětovné získání kurfiřtské hodnosti vedly k neuvážené, hazardní účasti v tzv. Grumbachově handlu r. 1567 a tím k dalšímu oslabení jejich domu, které bylo dovršeno četným dělením ernestinských vévodství mezi kurfiřtovy potomky, které započalo v r. 1572 a pokračovalo i během 17. století.